# Heliocausta
Heliocausta é um gênero de traça pertencente à família Agonoxenidae.